# Giulio Grossi
Giulio Grossi (Venezia, ... – Pieve di Ledro, 18 luglio 1866) è stato un patriota italiano,  volontario decorato della campagna garibaldina del 1866 in Trentino, proprietario del celebre cane Caffaro.

## Biografia
Nacque a Venezia in un anno imprecisato dei primi decenni del 1800, figlio, secondo lo scrittore garibaldino Giuseppe Cesare Abba, di un gondoliere.
Nel 1860 si arruolò nell'esercito meridionale di Giuseppe Garibaldi e, inquadrato con il grado di sergente nella 15ª Divisione "Türr", Brigata "Corrao", Reggimento "Luigi La Porta", 1º Battaglione "Mistretta", partecipò con valore alla campagna militare contro i Borboni.
Allo scoppio della terza guerra di indipendenza tra il regno d'Italia e l'impero d'Austria, Giulio Grossi seguì nuovamente il richiamo di Garibaldi e si arruolò, con il fratello Antonio, nel Corpo Volontari Italiani e fu incorporato con il grado di sottotenente nella 2ª Compagnia del 2º Reggimento Volontari Italiani comandata dal capitano Tommaso Marani.
Combatté valorosamente nella battaglia di Ponte Caffaro, ove fu tra i primi a conquistare il ponte, che segnava il confine di Stato tra Italia e Austria; nell'azione si distinse il suo cane Caffaro, che addentò nel combattimento il capitano boemo Rudolf Ruzicka della 12ª Compagnia del Reggimento "Principe di Sassonia", passando così alla notorietà per merito degli scritti di Giuseppe Cesare Abba. Trasferito momentaneamente al 4º Battaglione del 1º Reggimento Volontari, prese parte con esso alla battaglia di Monte Suello del 3 luglio, distinguendosi per aver messo in fuga un plotone austriaco nei pressi della chiesa di Sant'Antonio. Partecipò alle operazioni in Val Vestino e alla battaglia di Pieve di Ledro del 18 luglio, ove cadde in combattimento, colpito da una palla in fronte, nei pressi dell'albergo "Alpino", mentre tentava di conquistare un cannone nemico. Per tale azione fu decorato della medaglia d'argento al Valor Militare. Anche il fratello Antonio, sergente, cadde nel combattimento di ponte Cimego del 16 luglio.
La città di Venezia ricordò i due fratelli con la posa di una lapide marmorea nel primo anno dell'anniversario della loro morte, il 18 luglio 1867, mentre il comune di Pieve di Ledro intitolò alla memoria di Giulio una piazza. Il pittore veneziano Antonio Zennaro, su commissione di Giacomo Grossi, ritrasse in un quadro ad acquarello la sua morte. L'opera è oggi conservata presso il Museo del Risorgimento di Torino.